# Wąwóz Szopczański

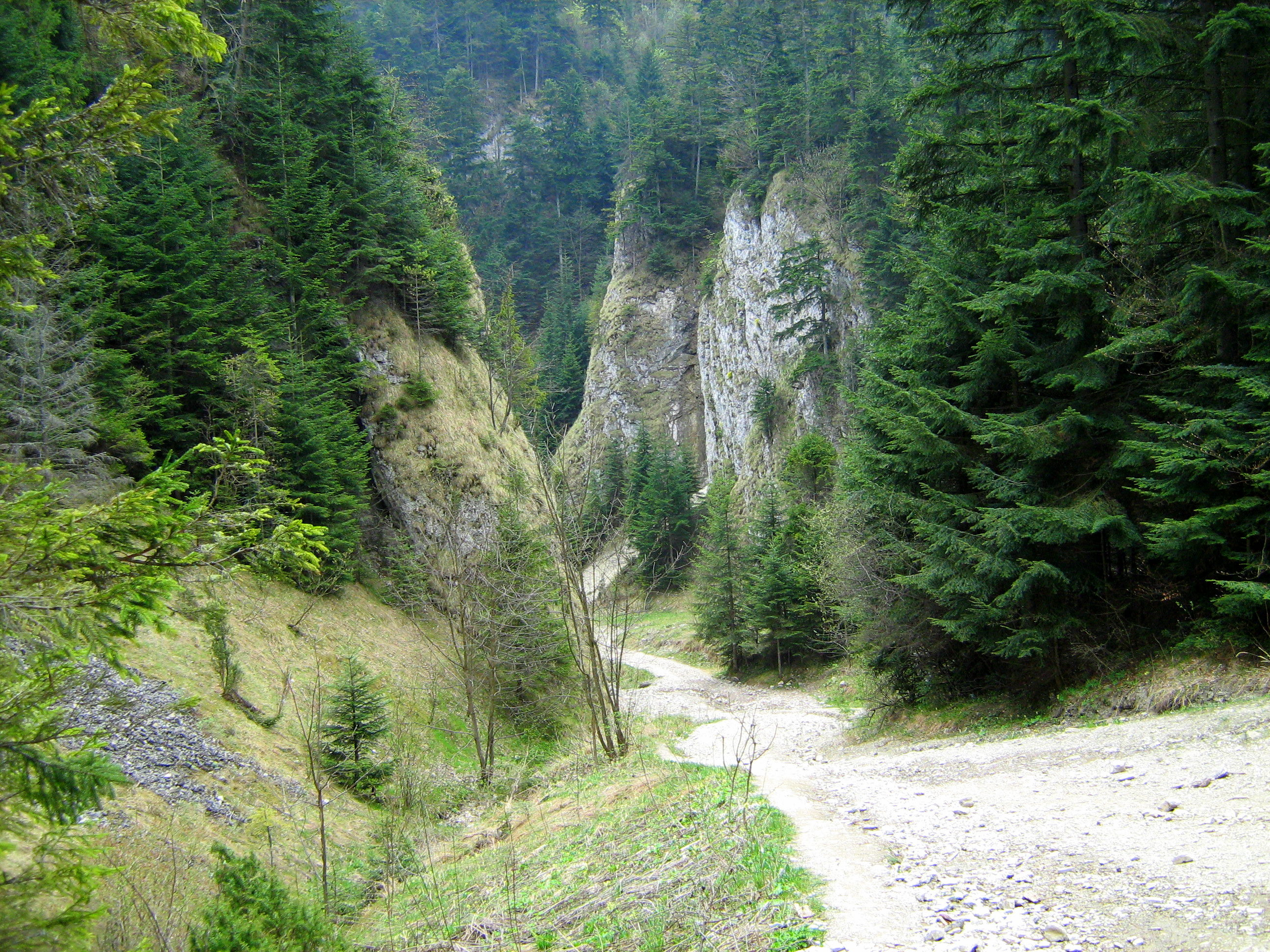

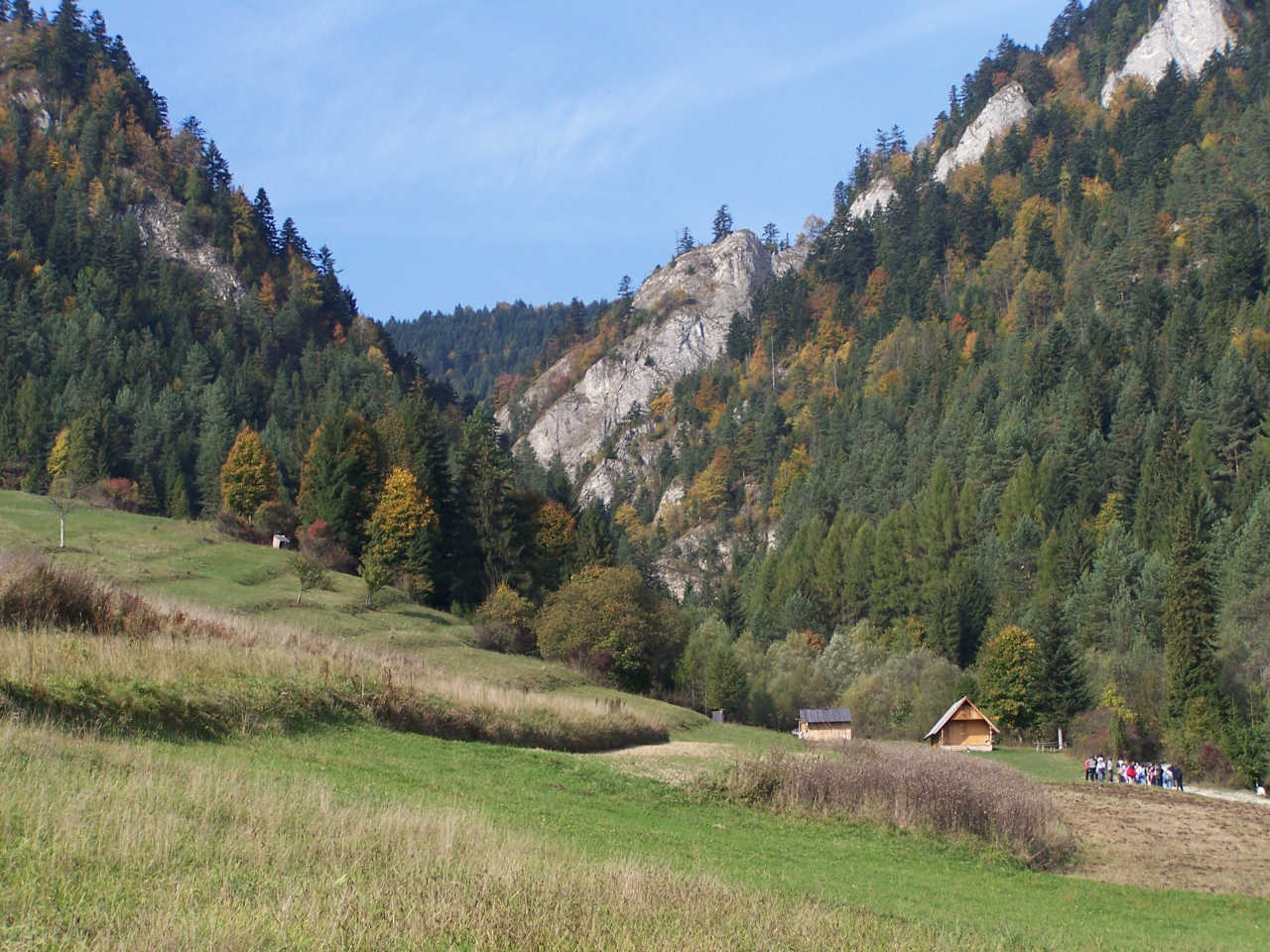

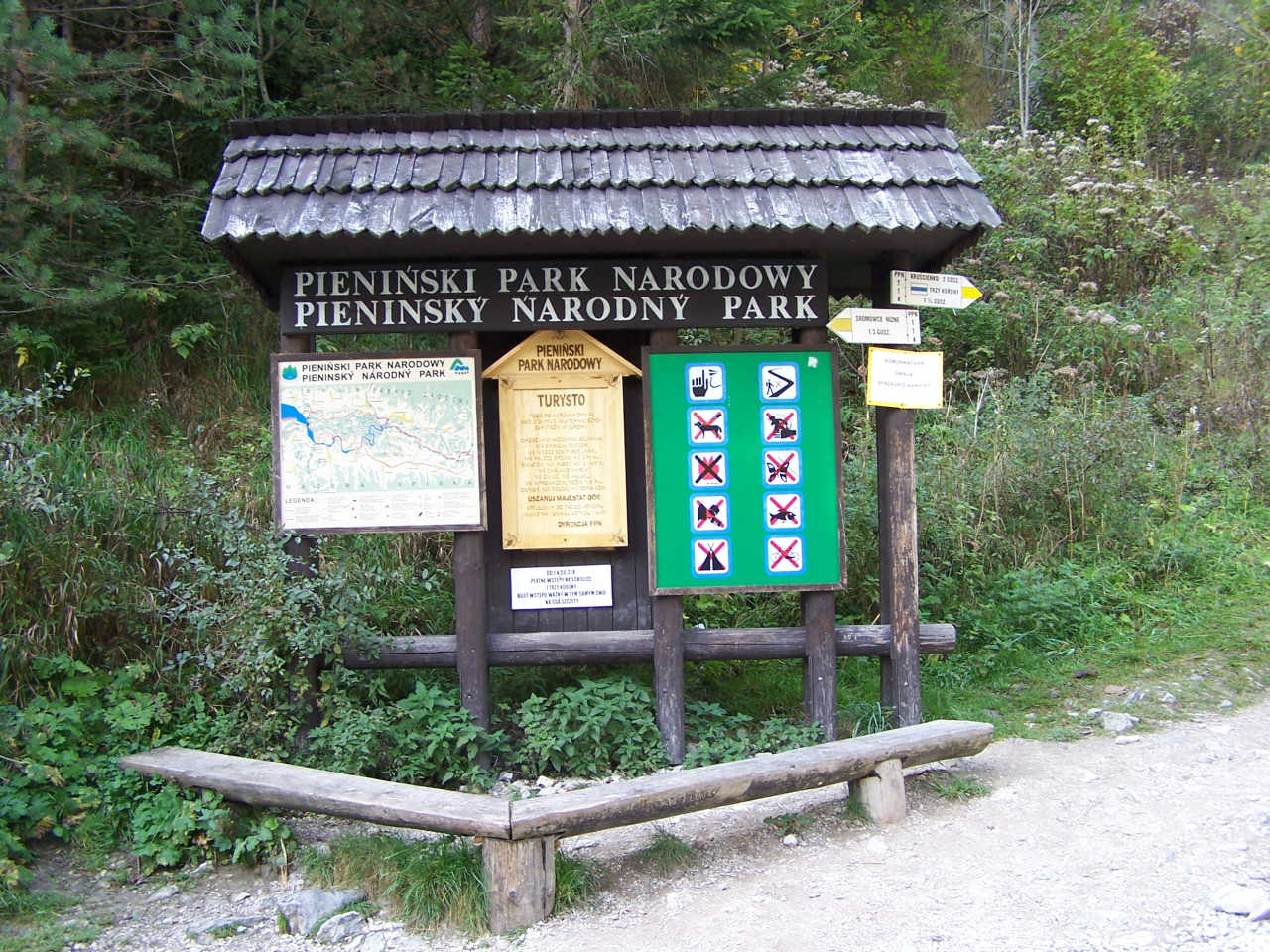

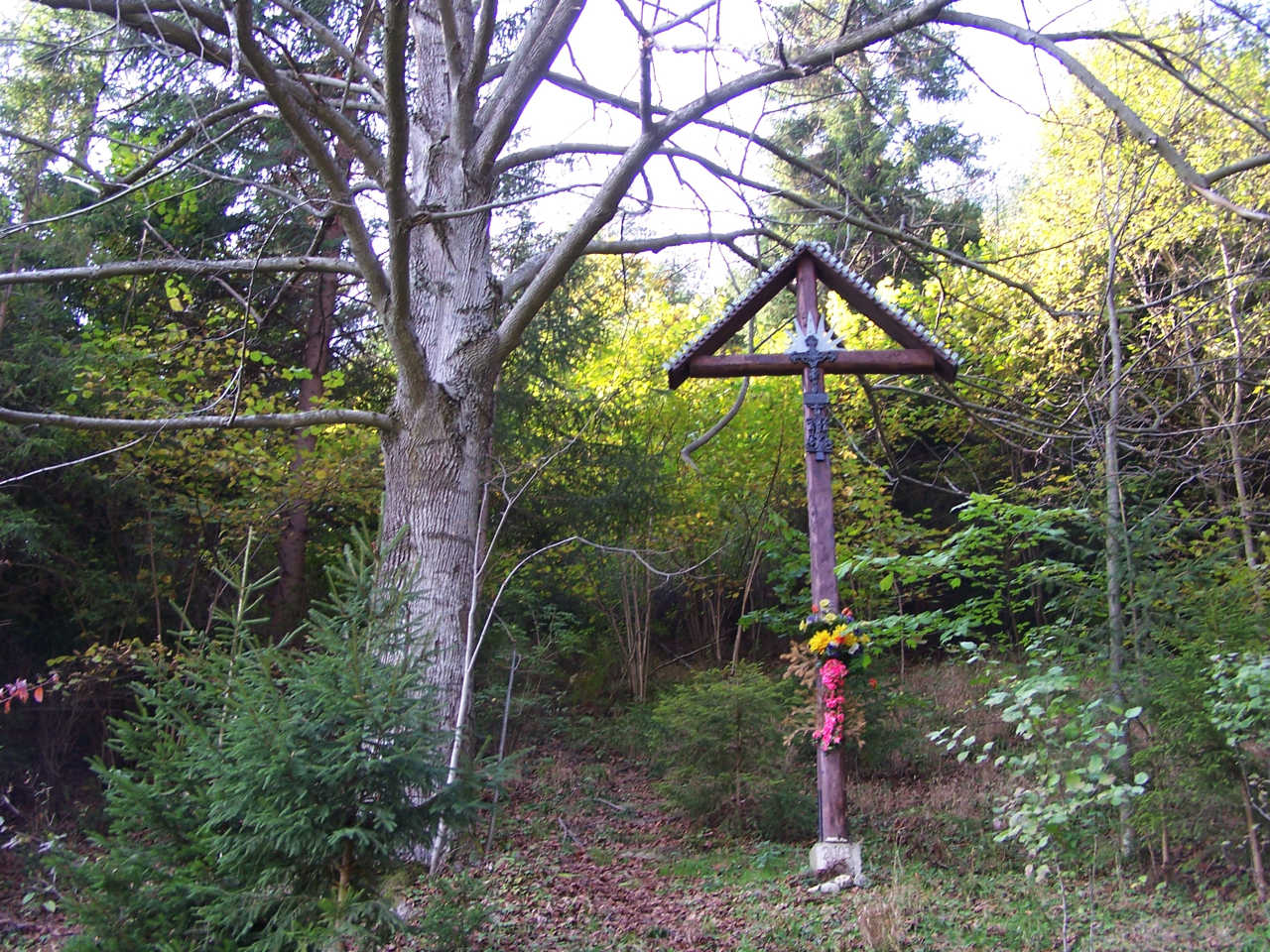

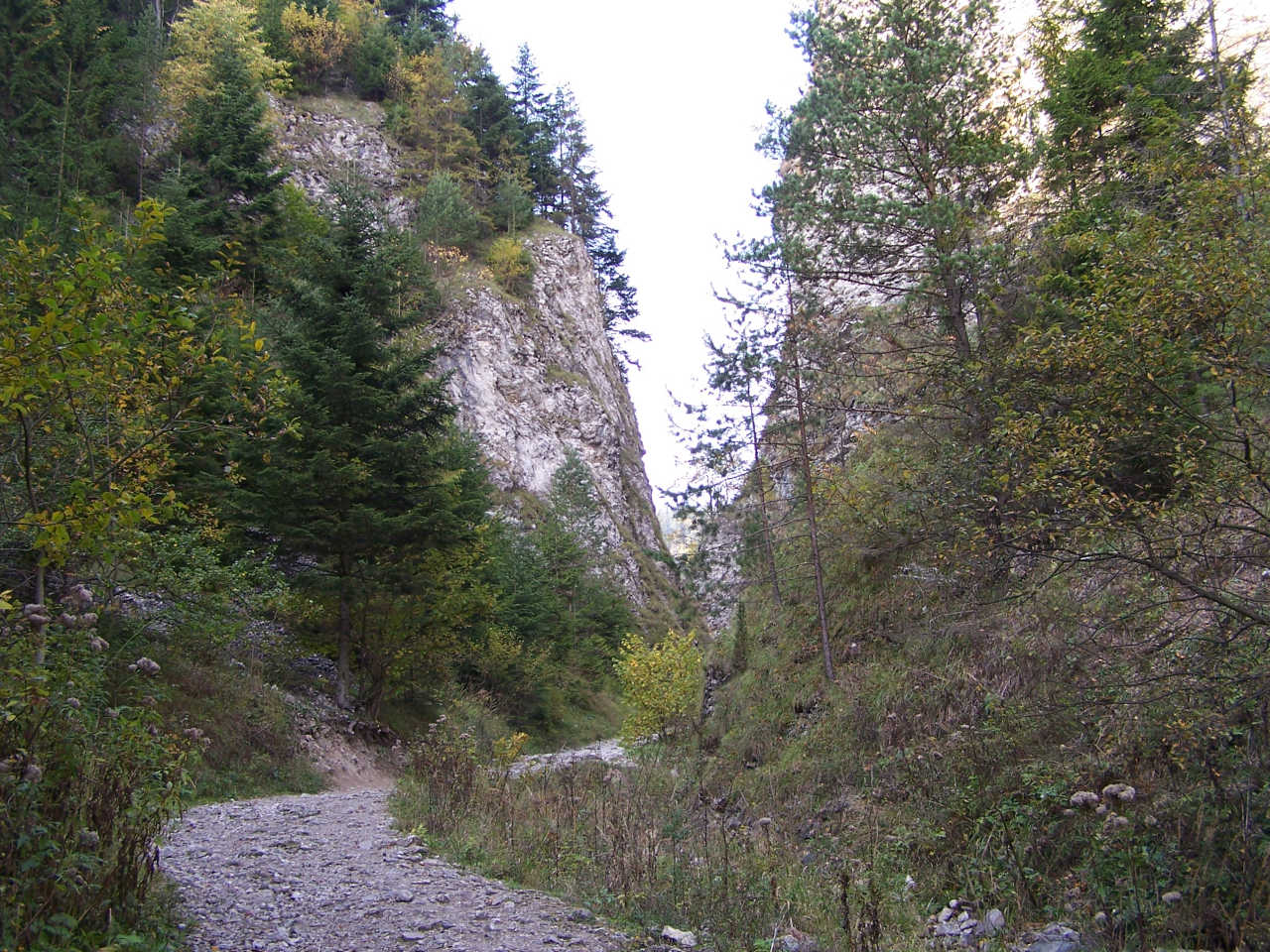

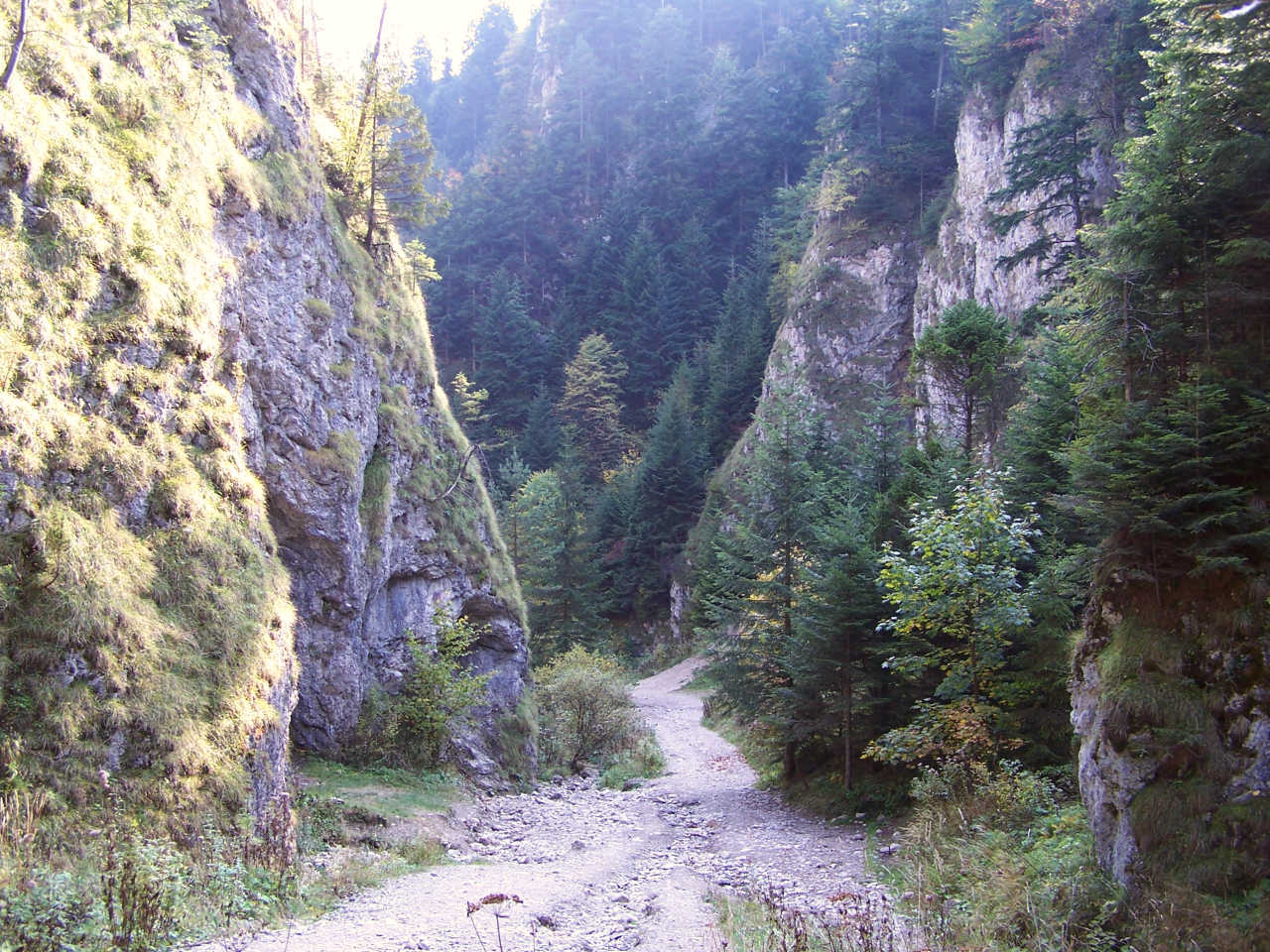

Wąwóz Szopczański, Wąwóz Sobczański – wąwóz na terenie południowej Polski, położony w Pieninach Środkowych w miejscowości Sromowce Niżne w województwie małopolskim, w powiecie nowotarskim, w gminie Czorsztyn.

## Nazwa
Na mapie Geoportalu i niektórych innych mapach ma nazwę Wąwóz Sobczański. Nazwa ta w literaturze wywodzona jest od imienia Sebastian, w góralskiej gwarze Sobek. Józef Nyka uważa takie pochodzenie nazwy za błędne, według niego nazwa wąwozu pochodzi od polany Szopka, więc prawidłowa nazwa to Wąwóz Szopczański.

## Opis wąwozu
Wąwóz znajduje się pomiędzy zachodnimi stokami Trzech Koron (982 m), a wschodnimi stokami Podskalniej Góry (742 m), na terenie Pienińskiego Parku Narodowego. Opada z południowych stoków Przełęczy Szopka do Sromowiec Niżnych. Jego strome i blisko siebie położone ściany tworzą kanion. Dnem wąwozu spływa Szopczański Potok uchodzący do Macelowego Potoku.
Szlak turystyczny przez wąwóz prowadzi starą ścieżką łączącą Krościenko ze Sromowcami Niżnymi – jest to najkrótsze połączenie piesze między tymi miejscowościami. Idąc od strony Sromowiec z tzw. Równi, najpierw mijamy schronisko PTTK „Trzy Korony”. Przed wejściem do wąwozu z lewej strony stoi krzyż i tablice informacyjne parku. Bramę wejściową do wąwozu tworzą skała Pod Ogródki należąca do masywu Trzech Koron i Cieplica w masywie Podskalniej Góry. Zaraz za wejściem z lewej strony znajdują się urwiska i piargi Cieplicy. Miejscowa ludność tak je nazwała, gdyż na nich najwcześniej topniały śniegi.
Wyżej piętrzy się wysoko po lewej stronie żółto podbarwiona Oberwana Skała, a naprzeciwko niej spada do wąwozu żleb Szeroka Spuszczalnica. Podchodząc dalej mijamy następny żleb Łazisko oddzielający Oberwaną Skałę od znajdujących się wyżej od nich Borówczanych Skał. Przy tej skale wąwóz rozwidla się na dwa ramiona: po lewej stronie (w kierunku północno-zachodnim) jest wąwóz Za Kocioł, po prawej stronie (w kierunku północno-wschodnim) – wąwóz Pod Kopą. Powyżej rozwidlenia znajduje się 20 metrowej wysokości Rojowa Skała (630 m n.p.m.) o bardzo stromej ścianie. Turystyczna ścieżka prowadzi prawym odgałęzieniem – wąwozem Pod Kopą, który powyżej Rojowej Skały tworzy wąską szczelinę pomiędzy skałami. W zboczu po lewej (zachodniej) stronie tego wąwozu, zwanym Pod Ściany znajdują się na wysokościach 20 i 70 m powyżej dna cztery nieduże jaskinie: Jaskinia w Wąwozie Sobczańskim Dolna, Schronisko w Wąwozie Sobczańskim górne 1, Schronisko w Wąwozie Sobczańskim górne 2 i Schronisko w Wąwozie Sobczańskim górne 3. Z jaskiniami tymi związane jest wiele legend o skarbach. Dawniej były używane za schronienie, o czym świadczą ich okopcone sklepienia.
Wyżej wąwóz rozszerza się, a szlak zakosami przez las wznosi się na Czoło. Po prawej stronie, pod Trzema Koronami widać sterczącą ponad lasem bardzo charakterystyczną turnię zwaną Kopą Siana (837 m n.p.m.), gdyż kształtem przypomina góralskie kopy siana. Kazimierz Sosnowski w 1930 r. pisał o niej: „zupełnie jakby koniec olbrzymiego miecza z ziemi wystawał”. Wąwóz kończy się u niewielkiego źródełka. Powyżej znajduje się polana Szopka, a kilka minut dalej – Przełęcz Szopka.
W dolnej części podłoże jest niestabilne z powodu dużej ilości drobnych kamieni (w tym rejonie widoki na obie strony). Wyżej szlak turystyczny prowadzi stromymi, drewnianymi schodami, przecinającymi las licznymi zakosami (brak jakichkolwiek widoków). Pomiędzy zakrętami schodów są gdzieniegdzie wydeptane ścieżki na skos. Przejście może się okazać dość wymagające kondycyjnie, choć nie trudne w sensie wspinaczkowym. Być może od tego wzięła się alternatywna, niekiedy używana do dziś nazwa górującej nad wąwozem przełęczy Szopka: Chwała Bogu (jako okrzyk ulgi po wyczerpującym podejściu).

## Przyroda
Las porastający wąwóz cechuje się dużą różnorodnością gatunków drzew i krzewów, występują m.in.: jawor, sosna zwyczajna, lipa drobnolistna, modrzew europejski, świerk pospolity, buk pospolity, jarzębina, jodła pospolita, wierzba krucha, wierzba szara, wierzba siwa, wierzba iwa, porzeczka alpejska, leszczyna pospolita, śliwa tarnina, bez czarny, kalina koralowa, kruszyna pospolita, głóg jednoszyjkowy, jałowiec pospolity, dzika róża i karłowate, dzikie jabłonie. Na skałach rosną rzadkie gatunki roślin wapieniolubnych, m.in. masowo występuje smagliczka skalna, stwierdzono też występowanie takich rzadkich w Polsce gatunków, jak: pluskwica europejska (w 1981), starzec pomarańczowy, ostrożeń głowacz, oset klapowany i dwulistnik muszy. W latach 1987–1988 znaleziono tu bardzo rzadkie, w Polsce zagrożone wyginięciem gatunki porostów – łuskotek wątrobiasty Catapyrenium lachneum, trzonecznica rdzawa Chaenotheca ferruginea, błyskotka brodawkowata Fulgensia bracteata, pawężnica psia Peltigera canina, łuszczak zwodniczy Psora decipiens, odnożyca opylona Ramalina fastigiata, dołczanka torbiasta Solorina saccata, garbatka niebieskoczarna Thalloidima sedifolium i rzadką kruszynkę rozgałęzioną Synalissa symphorea. Aby ochronić nawapienne murawy wąwozu przed zarastaniem krzewami i drzewami stosuje się ich ochronę czynną. W Wąwozie Szopczańskim miała miejsce nielegalna introdukcja ostróżki wyniosłej, rośliny naturalnie w Pieninach nie występującej.

## Historia
Według legend podobno w Wąwozie Homole ukrywała się miejscowa ludność podczas najazdów mongolskich i urządzano w nim zasadzki na Szwedów podczas potopu szwedzkiego.
O Wąwozie Szopczańskim pisał M.B.Z. Stęczyński w 1860 roku:
Ta nachyla swe szczyty i zdaje się smucić,
Jak gdyby na przechodnia chciała się przewrócić;
Tamta rozpadlinami czarnymi przeraża,
Że nawet i ptakowi zbliżyć się zagraża;
Inna z łona swojego wysącza strumienie,
Na które nigdy słońca nie świecą promienie.
Jest to parów tak dziki, że nawet roślinie
Nie da kwiatów rozwinąć w swej pustej krainie.

## Szlak turystyki pieszej
żółty ze Sromowiec Niżnych obok schroniska „Trzy Korony” na Przełęcz Szopka. W górę 1:15 h, z powrotem 1:05 h